# La Libertad (Chiapas)
La Libertad es una localidad del estado de Chiapas, en el sur de México cabecera del municipio homónimo. Está ubicada en la posición 17°40′59″N 91°43′1″O / 17.68306, -91.71694, a una altitud de 19 m s. n. m.

## Demografía
Cuenta con 2216 habitantes lo que representa un incremento promedio de 0.89% anual en el período 2010-2020 sobre la base de los 2032 habitantes registrados en el censo anterior. Ocupa una superficie de 1.501 km², lo que determina al año 2020 una densidad de 1477 hab/km².
| Gráfica de evolución demográfica de La Libertad entre 2000 y 2020 |
|                                                                   |
| Fuente: Instituto Nacional de Estadística Geografía e Informática |

En el año 2010 estaba clasificada como una localidad de grado medio de vulnerabilidad social.
La población de La Libertad está mayoritariamente alfabetizada (6.99% de personas analfabetas al año 2020) con un grado de escolarización en torno de los 8.5 años. Solo el 3.79% de la población es indígena.